# Масленников Іван Іванович
Іва́н Іва́нович Масле́нников (3 (16) вересня 1900, Чаликла, Саратовська губернія, Російська імперія — 16 квітня 1954, Москва, СРСР) — радянський воєначальник, один з керівників органів державної безпеки СРСР, заступник Головнокомандувача радянських військ на Далекому Сході, генерал армії (1944), Герой Радянського Союзу (1945). Кандидат у члени ЦК КПРС у 1939—1954 роках. Депутат Верховної Ради СРСР 1—2-го скликань.

## Біографія

### Ранні роки і початок військової кар'єри
Народився на станції Чаликла нині Озінського району Саратовської області. У 1917 році вступив до лав Червоної гвардії, брав участь в Громадянській війні. Воював проти військ Денікіна і Врангеля.
Командував військами НКВС з 1928 по 1941 роки. Брав участь у знищенні загонів басмачів у Середній Азії. Частини під його командуванням знищили загони Утан-Бека (1929), Ібрагім-Бека (1931), Ахмет-Бека і Дурди-Мурта (1933). Також був причетний до проведення масових репресій наприкінці 1930-х років, зокрема до розстрілу польських громадян і військовополонених у Катині.

### Друга світова війна
У червні 1941 року був призначений на посаду командира оперативної групи Західного фронту, в липні 1941 року — на посаду командувача 29-ю армією, а в грудні 1941 — на посаду командувача 39-ю армією. Під час Ржевско-Вяземської операції 39-та армія під командуванням Масленникова прорвала оборону противника і, розвиваючи наступ на місто Сичовка, забезпечила введення в прорив 11-го кавалерійського корпусу. У липні 1942 року 39-та армія потрапила в оточення під Холм-Жирковським і майже повністю загинула. Масленников отримав поранення і був вивезений з оточення.
8 серпня 1942 року був призначений на посаду командувача Північною групою військ Закавказького фронту, 24 січня 1943 року — на посаду командувача Північно-Кавказького фронту. Брав участь у проведенні Моздок-Малгобекської і Нальчицько-Орджонікідзевської оборонних операцій, в результаті яких була зірвана спроба прориву німецьких військ у Південний Кавказ і до нафтових районів Грозного і Баку.
У грудні 1943 року генерал-полковник Іван Масленников командував 8-ю гвардійською армією, а з грудня 1943 — 42-ю армією на Ленінградському фронті. 42-га армія під командуванням Масленникова відзначилася в ході Ленінградсько-Новгородської операції. Під час Красносільсько-Ропшинської операції 42-га армія спільно з військами 2-ї ударної армії прорвала оборону противника південніше Пулковських висот, завершила оточення і знищення Красносільсько-Ропшинського угруповання німецьких військ.
З 21 квітня по 16 жовтня 1944 року — командувач 3-м Прибалтійським фронтом. Війська фронту під командуванням Масленникова успішно брали участь в Псковсько-Островській, Тартуській та Ризькій операціях, звільняючи Прибалтику від німецьких загарбників.
У серпні 1945 року був призначений на посаду заступника Головнокомандувача радянських військ на Далекому Сході. Разом з Маршалом О. М. Василевським брав безпосередню участь у розробці плану операції розгрому Японії. Володіючи великим військовим досвідом і організаторськими здібностями, генерал Масленников вніс ряд цінних пропозицій до плану розгрому Квантунської армії. Під час бойових дій Масленников знаходився на вирішальних напрямках, надаючи допомогу командуванню фронтів і армій.
8 вересня 1945 року за особисту мужність і вміле керівництво фронтами в період Радянсько-японської війни, генералу армії Івану Івановичу Масленнікову присвоєно звання Герой Радянського Союзу.

### Післявоєнний період
У жовтні 1945 року І. І. Масленников був призначений на посаду командувача Бакинським, а в травні 1946 року — Закавказьким військовим округом. З 1947 по 1948 роки проходив навчання на Вищих академічних курсах при Військовій академії Генерального штабу.
10 червня 1948 року був призначений на посаду заступника міністра внутрішніх справ СРСР. 5 січня 1952 був призначений на посаду члена колегії МВС СРСР. 12 березня 1953 року був призначений на посаду заступника міністра внутрішніх справ СРСР. З 29 липня по 1 серпня 1953 брав участь у переговорах, а потім у придушенні Воркутинського повстання.
Генерал армії І. І. Масленников застрелився 16 квітня 1954 року в Москві. Похований на Ваганьковському кладовищі.